# Lothar Streitferdt
Lothar Streitferdt (* 25. August 1941 in Reghin, Rumänien) ist ein deutscher Betriebswirt und emeritierter Professor für Betriebswirtschaftslehre (BWL), insbesondere öffentliche Wirtschaft an der Universität Hamburg.

## Leben
Lothar Streitferdt absolvierte von 1956 bis 1961 ein Studium der Elektrotechnik in Linz an der Donau. Von 1961 bis 1963 war er als Vertriebsingenieur bei der Siemens AG in Stuttgart tätig. Von 1963 bis 1968 folgte ein Studium der Technischen Betriebswirtschaftslehre an der Universität Stuttgart und der Karlsruher Institut für Technologie. Er erlangte den Abschluss als Dipl. rer. pol. (techn.).
1972 promovierte Streitferdt an der Universität Hamburg. Das Thema seiner Dissertation lautete Grundlagen und Probleme der betriebswirtschaftlichen Risikotheorie.
1977 erlangte er die Habilitation an der Universität Hamburg. Das Thema seiner Habilitationsschrift lautete Entscheidungsregeln zur Abweichungsauswertung. Ein Beitrag zur betriebswirtschaftlichen Abweichungsanalyse. Von 1977 bis 1980 hatte Streitferdt eine Professur an der Helmut-Schmidt-Universität/Universität der Bundeswehr Hamburg (HSU/UniBwH) inne. 1979 erhielt er Berufungen an die Universität Bremen, die Universität Siegen und die Johann Wolfgang Goethe-Universität Frankfurt am Main. Von 1980 bis 1983 agierte er als Professor an der Universität Frankfurt.
Seit 1983 war Lothar Streitferdt Professor für Betriebswirtschaftslehre, insbesondere öffentliche Wirtschaft an der Universität Hamburg.
1986 folgte ein weiterer Ruf an die Ruprecht-Karls-Universität Heidelberg. 1987 fungierte er als Gastprofessor an der École de Superieure de Commerce Bordeaux. Von 1986 bis 1996 war Lothar Streitferdt Vorstandsmitglied der Deutschen Gesellschaft für Operations Research, als dessen Vorsitzender er von 1990 bis 1992 agierte. Von 1987 bis 1989 folgte eine weitere Station als Gastprofessor an der Universität Wien. Von 1989 bis 1992 hatte er die Position eines Mitglieds im Vorstand der Transatlantischen Lebensversicherungs AG übernommen. Seit 1990 war Streitferdt Leiter der Allfinanz Akademie und von 1995 bis 2000 Präsident des Bundesverbandes Finanzdienstleistung. Von 2001 bis 2003 fungierte er als Dekan des Fachbereichs.
Seit 2006 befindet sich Lothar Streitferdt im Ruhestand.

## Forschungsschwerpunkte
Seine Forschungsschwerpunkte waren Führung von Gebietskörperschaften, insbesondere Ökonomie der Institutionen, Öffentliche Finanzen und öffentliches Rechnungswesen, insbesondere Rechnungslegung der Parteien sowie Controlling und Informationsmanagement in der öffentlichen Wirtschaft, insbesondere Operations Research.

## Schriften (Auswahl)
- Grundlagen und Probleme der betriebswirtschaftlichen Risikotheorie, Betriebswirtschaftlicher Verlag Gabler, Wiesbaden 1973, ISBN 3-409-33062-3 (Zugleich: Universität Hamburg, Fachbereich Wirtschaftswissenschaften, Dissertation, 1972).
- Mit Willi Küpper, Klaus Lüder: Netzplantechnik, Physica-Verlag, Würzburg/Wien 1975, ISBN 3-7908-0139-9.
- Mit Stefan Krumbholz: Leasing oder Kreditfinanzierung? Ein Vergleich des Leasing mit anderen Arten der Kreditfinanzierung, Hanstein Verlag, Köln 1975, ISBN 3-7756-6601-X.
- Entscheidungsregeln zur Abweichungsauswertung. Ein Beitrag zur betriebswirtschaftlichen Abweichungsanalyse, Physica-Verlag, Würzburg/Wien 1983, ISBN 3-7908-0284-0 (Zugleich: Universität Hamburg, Habilitationsschrift, 1976).